# Organización Islámica para la Educación, la Ciencia y la Cultura

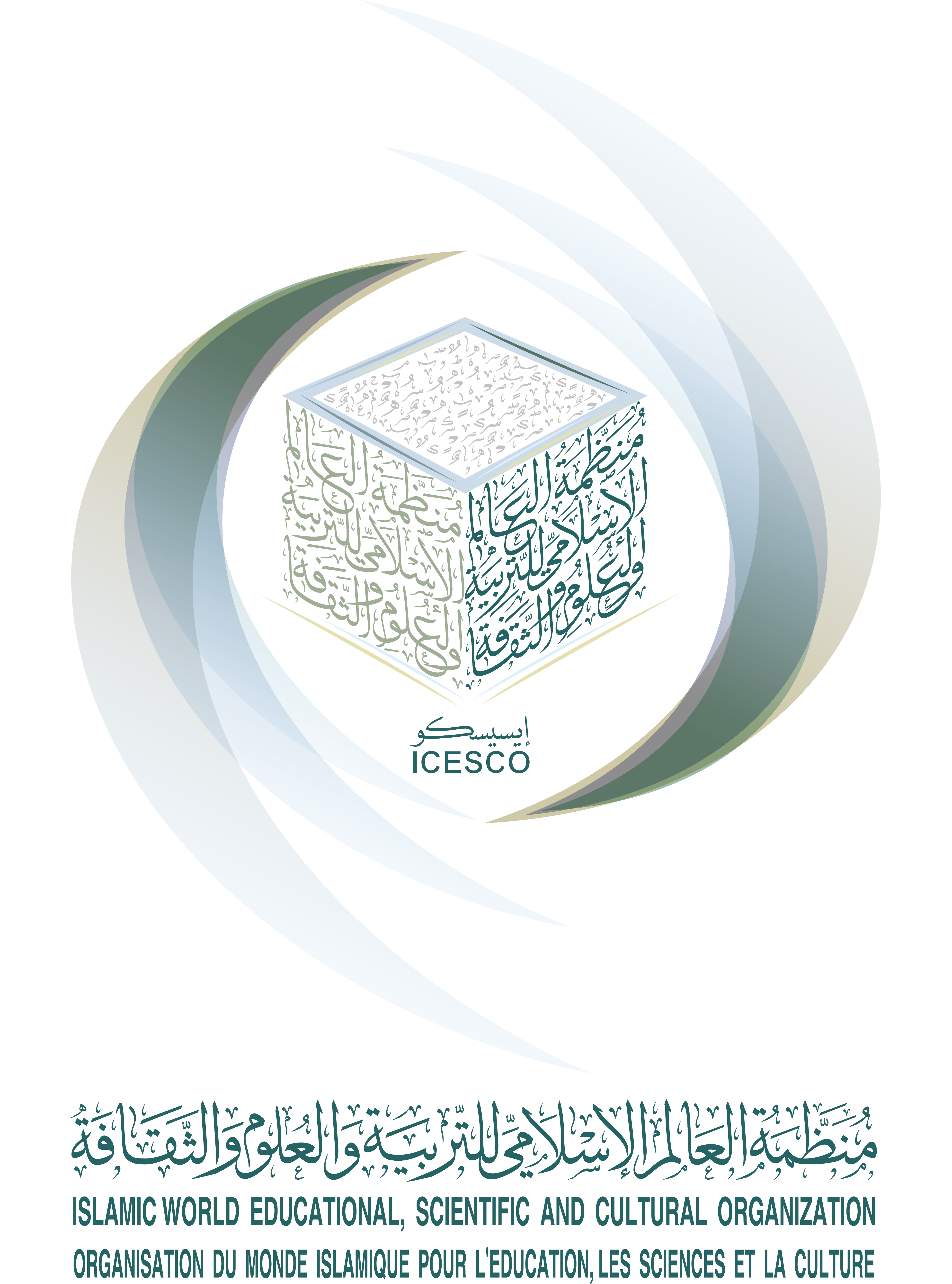
Nuevo logo para la ICESCO

La Organización del Mundo Islámico para la Educación, la Ciencia y la Cultura (ICESCO, por sus siglas en inglés) es una organización especializada que obra en el marco de la Organización de Cooperación Islámica (OIC) el 3 de mayo de 1982, aunque la idea se remonta a 1978. Con 53 Estados miembros (los mismos de la OIC), en los campos de la educación, la ciencia y la cultura en los países islámicos, para apoyar y fortalecer los lazos entre los Estados miembros, con sede en Rabat, Marruecos, su actual director general es Dr. Salem Ben Muhammad Al-Malik.
Historia:
La más alta resolución emitida por la Tercera Conferencia de la Cumbre Islámica celebrada en la Meca, el 28 y 25 de enero de 1981, fue una confirmación de la creación de un nuevo organismo internacional islámico, dentro de los organismos comunes de acción islámica, en el marco de la Organización de Cooperación Islámica, bautizado con el nombre de: "La Organización Islámica para la Educación, la Ciencia y la Cultura.
En el miércoles, 30 de enero de 2020, el Consejo Ejecutivo de la Organización Islámica para la Educación, la Ciencia y la Cultura (ICESCO) aprobó, en su cuadragésima sesión, celebrada el 29 y 30 de enero de 2020, en Abu Dhabi, (Emiratos Árabes Unidos), modificar el nombre de la organización a: La Organización del Mundo Islámico para la Educación, la Ciencia y la Cultura (ICESCO).
En este tenor, el director general de la ICESCO, Dr. Salem Ben Muhammad Al-Málik, expresó que el cambio del nombre de la organización apunta eliminar la confusión común tocante a la índole de sus funciones y prerrogativas no proselitistas, además de abrir horizontes más amplios para que esté presente a nivel internacional. Igualmente, el nuevo nombre de la ICESCO refleja precisamente la naturaleza del mensaje civilizacional que la organización promueve en sus campos de interés, a saber; la educación, la ciencia, la cultura, la comunicación, incluso sus metas y objetivos que pretende alcanzar. 
Objetivos :
- Fortalecer, promover y consolidar la cooperación entre los países miembros en los campos de la educación, la ciencia, la cultura y la comunicación, así como promover y desarrollar estos campos en el marco de la referencia civilizacional del mundo islámico y a la luz de los valores e ideales islámicos.
- Apoyar el entendimiento mutuo entre los pueblos dentro y fuera de los países miembros, además de contribuir en la restauración de la paz y la seguridad en el mundo con varias formas, sobre todo a través de la educación, ciencias, cultura y comunicación.
- Dar a conocer la correcta imagen del Islam, así como la cultura islámica,  promover el diálogo entre las civilizaciones, las culturas y las religiones, obrando por difundir los valores de justicia y paz junto con los principios de libertad y derechos humanos desde la perspectiva civilizacional islámica.
- Fomentar la interacción cultural y apoyar  las manifestaciones de su diversidad en los Estados miembros, preservando la identidad cultural y protegiendo la independencia intelectual.

- Fortalecer la integración y coordinación entre las instituciones especializadas de la Organización de Cooperación Islámica en los campos de educación, ciencia, cultura y comunicación, incluso entre los Estados miembros de la ICESCO,  mejorando  la cooperación y la asociación con instituciones gubernamentales y no gubernamentales similares de interés común, dentro y fuera de los Estados miembros.

- Dar mucho interés a la cultura islámica, destacando sus características y dar a conocer sus características, a través de estudios intelectuales, investigación científica y planes de estudio educativos.
- Trabajar para la complementariedad e la interdependencia entre los sistemas educativos en los Estados miembros.
- Apoyar los esfuerzos de las instituciones educativas, científicas y culturales para los musulmanes en los Estados no miembros de la ISESCO.

Estados miembros de la ICESCO con fecha de adhesión
- La Carta de la Organización del Mundo Islámico para la Educación, la Ciencia y la Cultura estipula que todos los Estados miembros de la Organización de Cooperación Islámica se conviertan de facto en miembros de ICESCO después de firmar oficialmente la Carta, después de completar los trámites legales y legislativos de la solicitud de  adhesión, así como notificarlo por escrito a la Administración General de la ICESCO, sin embargo, no puede ser miembro de la ICESCO cualquier país que no tenga la calidad de miembro, ni de miembro Observador en la Organización de la Conferencia Islámica.
- Hasta la fecha, el número de los Estados miembros de la Organización Islámica ha alcanzado cincuenta y dos (54), de un total de cincuenta y siete (57) Estados miembros de la Organización de Cooperación Islámica. Se organiza aquí en orden alfabético árabe, con el año de adhesión a la organización

| Bandera                | Nombre                                   | Fecha de adhesión |
| ---------------------- | ---------------------------------------- | ----------------- |
| Azerbaiyán             | República de Azerbaiyán                  | 1991              |
| Jordania               | Reino Hachemita de Jordania              | 1982              |
| Afganistán             | République islamique d’Afghanistan       | 2003              |
| Emiratos Árabes Unidos | Estado de los Emiratos Árabes Unidos     | 1983              |
| Indonesia              | República de Indonesia                   | 1986              |
| Uzbekistán             | República de Uzbekistán                  | 2017              |
| Uganda                 | República de Uganda                      | 2012              |
| Irán                   | República Islámica del Irán              | 1992              |
| Pakistán               | República Islámica de Pakistán           | 1982              |
| Baréin                 | Reino de Baréin                          | 1982              |
| Brunéi                 | Brunei Darussalam                        | 1985              |
| Bangladés              | República Popular de Bangladés           | 1982              |
| Benín                  | República de Benín                       | 1988              |
| Burkina Faso           | Burkina Faso                             | 1982              |
| Tayikistán             | República deTadyikistan                  | 1993              |
| Turquía                | República de Turquía                     | 2017              |
| Chad                   | República del Chad                       | 1982              |
| Togo                   | República Togolesa                       | 2002              |
| Túnez                  | República de Túnez                       | 1982              |
| Argelia                | República Democrática Popular de Argelia | 2000              |
| Yibuti                 | República de Yibuti                      | 1982              |
| Arabia Saudita         | Reino de Arabia Saudita                  | 1982              |
| Sudán                  | República del Sudán                      | 1982              |
| Surinam                | República de Suriname                    | 1996              |
| Siria                  | República Árabe Siria                    | 1982              |
| Sierra Leona           | República de Sierra Leona                | 1984              |
| Senegal                | República de Senegal                     | 1982              |
| Somalia                | República Federal de Somalia             | 1982              |
| Irak                   | República de Irak                        | 1982              |
| Omán                   | Sultanato de Omán                        | 1982              |
| Gabón                  | República Gabonesa                       | 1982              |
| Gambia                 | República de Gambia                      | 1982              |
| Guyana                 | República de Guyana                      | 2014              |
| Guinea                 | República de Guinea                      | 1982              |
| Guinea-Bisáu           | República de Guinea-Bissau               | 1984              |
| Palestina              | Estado de Palestina                      | 1982              |
| Kazajistán             | República de Kazajistán                  | 1996              |
| Catar                  | Estado de Catar                          | 1982              |
| Comoras                | Unión de las Comoras                     | 1982              |
| Kirguistán             | República de Kirguistán                  | 1996              |
| Camerún                | República del Camerún                    | 2001              |
| Costa de Marfil        | República de Costa de Marfil             | 2001              |
| Kuwait                 | Estado de Kuwait                         | 1982              |
| Líbano                 | République libanaise                     | 2002              |
| Libia                  | Estado de Libia                          | 1984              |
| Maldivas               | República de Maldivas                    | 1982              |
| Mali                   | República de Mali                        | 1982              |
| Malasia                | Malasia                                  | 1982              |
| Egipto                 | República Árabe de Egipto                | 1984              |
| Marruecos              | Marruecos                                | 1982              |
| Mauritania             | República Islámica de Mauritania         | 1982              |
| Níger                  | República del Níger                      | 1982              |
| Nigeria                | República Federal de Nigeria             | 2001              |
| Yemen                  | República de Yemen                       | 1983              |

La palabra (ICESCO) consiste en las primeras letras de la organización ((IslamiC world Education, Science and Culture Organization), que significa La Organización del Mundo Islámico para la Educación, la Ciencia y la Cultura.